# Маја Симанић
Маја Симанић (рођена 8. фебруар 1980) је српска одбојкашица која игра на позицији техничара. За репрезентацију Србије и Црне Горе играла је 2006. година на Светском првенству када је освојена историјска медаља. Са репрезентацијом Србије освојила је сребро на Европском првенству 2007. и била је члан репрезентације 2008. на првом учешћу на Олимпијским играма. Клупску каријеру започела је у Црвеној звезди.